# Wilfried Berchtold

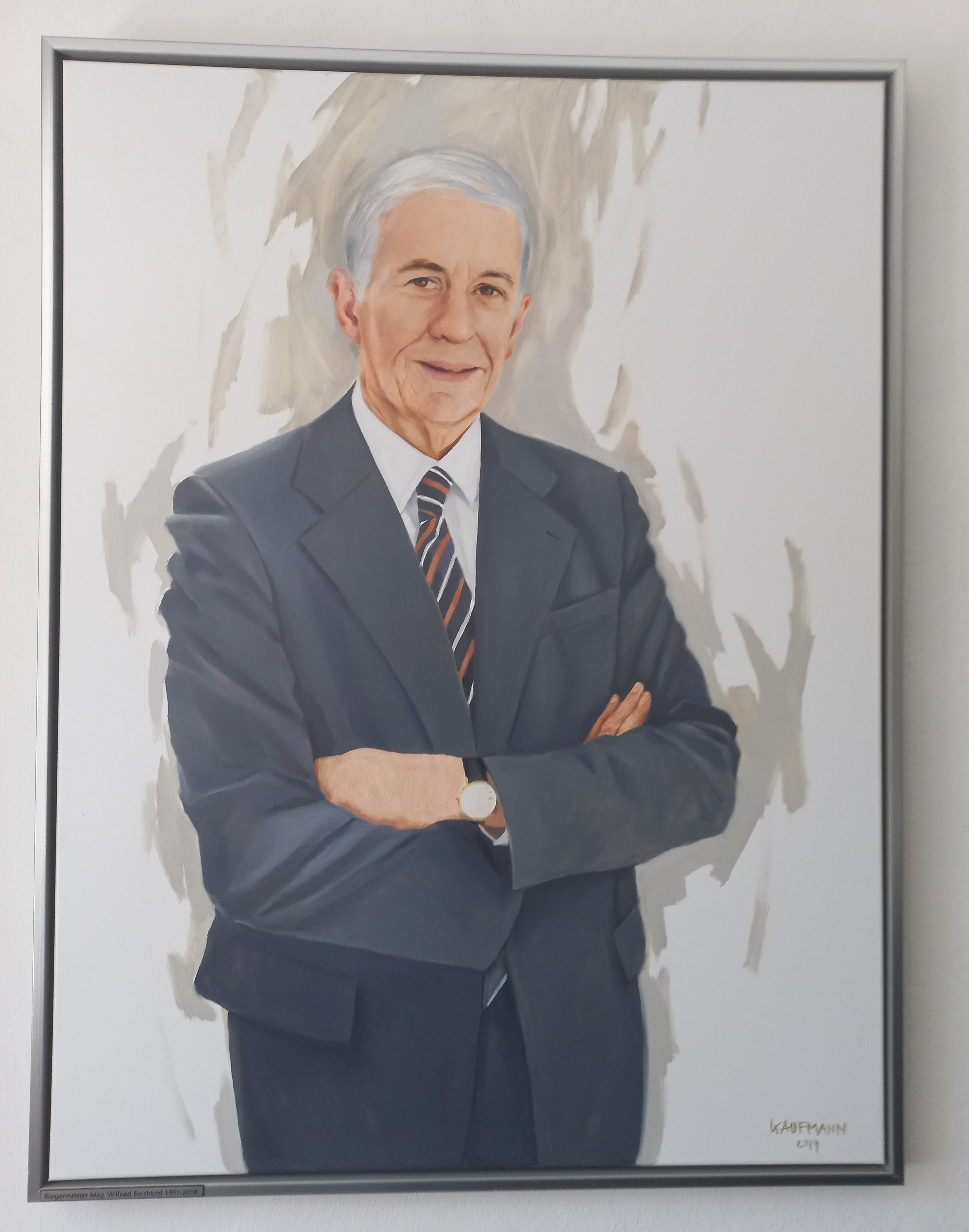
Wilfried Berchtold, Gemälde (2019) von Johannes Kaufmann im Rathaus

Wilfried Berchtold (* 21. Juni 1954 in Feldkirch) ist ein österreichischer Politiker (ÖVP). Er war von 1991 bis 2019 Bürgermeister der Bezirkshauptstadt Feldkirch in Vorarlberg.

## Leben
Nach der Matura am Bundesgymnasium Feldkirch studierte er an der Hochschule für Welthandel in Wien mit Sponsion zum Magister der Handelswissenschaften. Danach belegte er am Landesbildungszentrum Schloss Hofen in Lochau einen Universitätslehrgang zur Ausbildung von Exportkaufleuten. Von 1980 bis 1986 war er Landtagsklubsekretär und Landesparteisekretär der ÖVP Vorarlberg. Von 1986 bis 1991 war er als Referent in der Abteilung für Außenhandel und Handelspolitik in der Wirtschaftskammer Vorarlberg tätig. 1990 und 1991 war er Mitglied der ÖVP-Reformkommission.

### Politische Karriere als Bürgermeister von Feldkirch

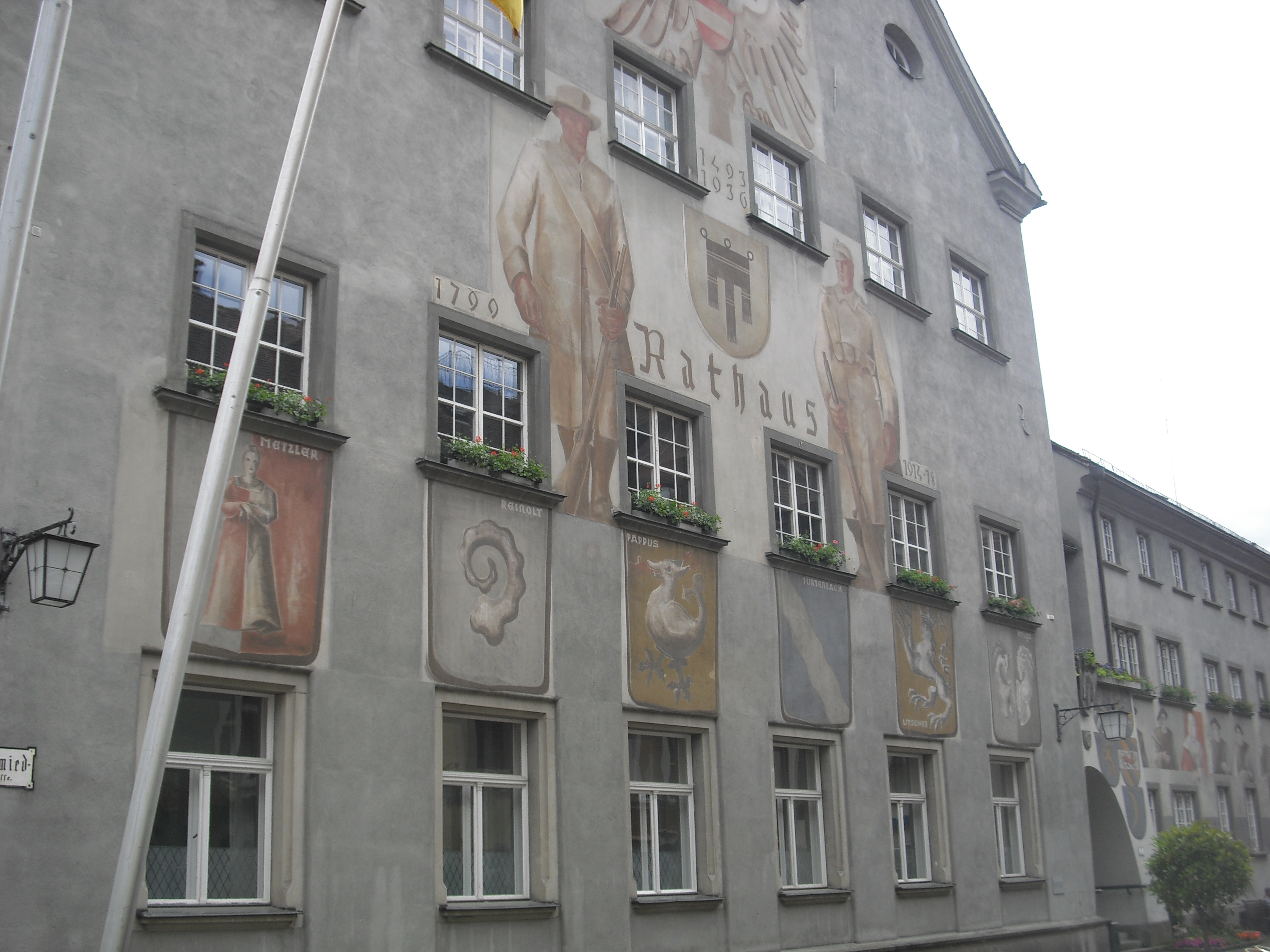
Feldkircher Rathaus, 2011

Bürgermeister von Feldkirch wurde Berchtold am 22. Juli 1991, als Nachfolger des zurückgetretenen langjährigen Bürgermeisters Heinz Bilz, der noch am selben Tag zum Ehrenbürger der Stadt Feldkirch ernannt wurde. Zusätzlich war Wilfried Berchtold 1992 bis 1995 Obmann des Feldkircher Gemeindeverbandes für Abfallwirtschaft und Umweltschutz und war von 1995 bis 2011 Präsident des Vorarlberger Gemeindeverbandes. In dieser Funktion vertrat er den Vorarlberger Gemeindeverband nach außen und vollzog die Beschlüsse des Verbandsvorstandes sowie des Vorarlberger Gemeindetages.
Bei den Gemeindevertretungswahlen im April 1995 war er wiedergewählt worden. Im Jahr 2000 musste die Gemeindevertretungswahl in Feldkirch wiederholt werden, da nicht in allen Wahlzellen Stimmzettel ausgelegt waren, was aber nicht die Bürgermeisterdirektwahl beeinflusste. Auch bei der Direktwahl 2005 setzte Wilfried Berchtold sich bei einer Wahlbeteiligung von 57,54 Prozent mit 70,13 Prozent der Stimmen im ersten Wahldurchgang durch, ebenso bei der Wahl 2010 mit 76 Prozent. Im Zuge der Gemeindevertretungs- und Bürgermeisterwahl 2015 wurde Wilfried Berchtold mit 52,79 % der Stimmen in der Direktwahl erneut im Amt bestätigt.
Am 14. Dezember 2018 kündigte Wilfried Berchtold seinen Rückzug als Feldkircher Bürgermeister nach fast 28 Jahren an der Spitze der Stadtpolitik für das erste Quartal 2019 an. Im Februar 2019 übergab er dazu zunächst den Parteivorsitz in der Feldkircher Volkspartei an seinen designierten Nachfolger Wolfgang Matt. In einer Festsitzung der Feldkircher Stadtvertretung am 12. März 2019 wurde Berchtold schließlich in den Ruhestand verabschiedet und sein Nachfolger als neuer Bürgermeister gewählt.

### Privatleben
Berchtold ist der älteste Sohn des Amtsdirektors in Ruhe der Finanzlandesdirektion und ehemaligem Abgeordneten und 1. Vizepräsidenten des Vorarlberger Landtages Andreas Berchtold. Wilfried Berchtold ist verheirateter Vater dreier Töchter sowie eines Sohnes.
Berchtold kam am 4. Oktober 2010 österreichweit in die Schlagzeilen, nachdem er von seiner langjährigen Geliebten wegen Vergewaltigung angezeigt worden war. Am 4. März 2011 wurde er in der Hauptverhandlung am Landesgericht Feldkirch im Zweifel vom Vorwurf der Vergewaltigung freigesprochen. Die von der Staatsanwaltschaft und vom Privatbeteiligtenvertreter eingebrachten Nichtigkeitsbeschwerden wies der Oberste Gerichtshof in der Folge mit Urteil vom 21. September 2011 zurück, womit der Freispruch rechtskräftig wurde.

## Auszeichnungen
- 2019: Ehrenpräsidentschaft des Vorarlberger Gemeindeverbandes[8]